# Jesús Alonso Fernández (empresario y político)
Jesús Alonso Fernández (Boiro, La Coruña, 20 de diciembre de 1929 - Boiro, 27 de mayo de 2022) fue un empresario y político español. Fue fundador y presidente del grupo Jealsa-Rianxeira y alcalde de Boiro durante ocho años.

## Biografía
De adolescente sus padres lo mandaron a estudiar comercio a Villagarcía de Arosa. Una vez titulado, y después de trabajar en un banco de la capital arosana, regresó a Boiro, donde su familia regentaba una tienda de tejidos y paquetería. A partir de este negocio, generó una empresa de confección mayor en 1954: Jealfer. Y en 1960 puso en marcha la fábrica. En 1958 funda la empresa conservera Jealsa, en el puerto de Bodión. A día de hoy, Jealsa es líder mundial en manufacturación de atún y emplea a más de 2.000 personas en Boiro y la comarca del Barbanza.El grupo Jealsa factura 704 millones de euros (2021) y está presidido por Jesús Manuel Alonso Escurís, hijo de Jesús Alonso Fernández.
En 1974 Jesús Alonso Fernández fundó, junto a otros empresarios españoles, Albacora. 

## Trayectoria política
Tras la llegada de la democracia a España, milita en Alianza Popular. En las elecciones municipales de 1991 y tras su jubilación como empresario, encabezó la candidatura del PPdeG en Boiro. Los populares mejoran sus resultados de 1987 y son la segunda fuerza más votada, pero sin alcanzar la alcaldía. Alonso Fernández fue el portavoz popular de la oposición. En las elecciones municipales de 1995, fue elegido alcalde al lograr mayoría absoluta, con once de diecisiete concejales. En los comicios de 1999 mantuvo la mayoría absoluta, pese a perder apoyos. En las elecciones de 2003, logró ocho concejales y perdió la mayoría absoluta. Los demás grupos se unieron y el nacionalista Xosé Deira Triñanes fue elegido como alcalde. En diciembre de 2003 dimitió como concejal. Tras su muerte se decretaron tres días de luto oficial en Boiro.

## Reconocimientos
- - Medalla de plata de Galicia 1999[5]
  - Medalla de Oro de la Federación de Empresarios del Barbanza. 2005.[6]
  - Premio Gallego del año del grupo  El Correo Gallego 2012.
  - Cruz de Plata del Orden del Mérito de la Guardia Civil. 2013.[7]
  - I Premio a la Excelencia Empresarial del Club Financiero de Santiago. 2013.[8]
  - Premio Familia Empresaria. Asociación Galega da Empresa Familiar. 2009.[9]

### Otros artículos
- Elecciones municipales en Boiro

| Predecesor: Manuel Velo Velo | Alcalde de Boiro 1995 - 2003 | Sucesor: Xosé Deira Triñanes |

- Datos: Q111236444